# Vannes Volley-Ball (pallavolo femminile)
Il Vannes Volley-Ball è una società pallavolistica femminile francese con sede a Vannes: milita nel campionato di Ligue A.

## Storia
Il Vannes Volley-Ball viene fondato nel 2006 dall'unione dell'UCK-Nef Volley-Ball e dell'US Véloce Vannes: dopo una prima annata disputata a livelli regionali disputa due campionati in Nationale 3 e, a seguito della promozione, due di Nationale 2.
Nella stagione 2011-12 esordisce nel campionato cadetto, l'Élite: al termine di dell'annata 2013-14, grazie al primo posto in classifica e alla vittoria dei play-off promozione, ottiene l'accesso alla Ligue A. Gioca quindi nella massima serie nell'annata 2014-15, ma a causa dell'ultimo posto in classifica, retrocede nuovamente in Élite.

## Rosa 2014-2015
| N° | Nome                | Ruolo | Data di nascita  | Nazionalità sportiva |
| -- | ------------------- | ----- | ---------------- | -------------------- |
| 1  | Korrin Wild         | S     | 22 luglio 1992   | Stati Uniti          |
| 4  | Genevieve Orlandini | L     | 23 maggio 1991   | Stati Uniti          |
| 5  | Bianca Rowland      | C     | 5 settembre 1990 | Stati Uniti          |
| 6  | Alessandra Guerra   | S     | 5 aprile 1981    | Brasile              |
| 10 | Dragana Bartula     | S     | 26 aprile 1988   | Bosnia ed Erzegovina |
| 12 | Mirna Basic         | P     | 5 dicembre 1993  | Francia              |
| 15 | Magda Králíková     | C     | 25 gennaio 1980  | Rep. Ceca            |
| 16 | Kathleen Slay       | C     | 4 novembre 1991  | Stati Uniti          |
| 17 | Alexandra Dascalu   | S/O   | 17 aprile 1991   | Francia              |
| 18 | Laurianne Delabarre | P     | 24 aprile 1987   | Francia              |